# Roger Ibañez
Roger Ibañez da Silva (* 23. November 1998 in Canela) ist ein brasilianischer–uruguayischer Fußballspieler, der aktuell bei der al-Ahli in der Saudi Professional League Saudi-Arabiens unter Vertrag steht. Der Innenverteidiger ist seit 2022 Nationalspieler.

## Karriere

### Verein
Ibañez wurde im südbrasilianischen Canela als Sohn einer Uruguayerin und eines Brasilianers geboren. Seine fußballerische Karriere begann er als Mittelfeldspieler im Jahr 2016 in der Jugend von Grêmio Atlético Osoriense, bevor er sich im Sommer desselben Jahres dem PRS FC anschloss. Zur folgenden Saison 2017 wechselte er auf Leihbasis zum CS Sergipe. Dort gab er am 25. Februar 2017 (8. Spieltag) beim 4:0-Auswärtssieg gegen Botafogo ASF sein Debüt in der Campeonato Sergipano und spielte dabei bereits als Abwehrspieler. Nachdem er jedoch kaum zum Einsatz kam, beorderte ihn der PRS FC bereits im März wieder zurück.
Im Juni 2017 wechselte er vorerst auf Leihbasis zum Erstligisten Fluminense Rio de Janeiro, wo er der U20-Mannschaft zugewiesen wurde. Im darauffolgenden Jahr wurde er von Cheftrainer Abel Braga in die erste Mannschaft befördert. Am 20. Januar 2018 (2. Spieltag) bestritt er beim 0:0-Unentschieden gegen Botafogo FR sein Debüt in der Campeonato Carioca. Er schaffte rasch den Sprung in die Startformation und am 28. Februar verpflichtete Flu den Innenverteidiger fest. Sein erstes Spiel in der Série A absolvierte er am 15. April (1. Spieltag) bei der 1:2-Auswärtsniederlage gegen Corinthians São Paulo. Der endgültige Durchbruch als Stammkraft in der Ligameisterschaft blieb ihm in diesem Spieljahr 2018 jedoch verwehrt, obwohl er dennoch auf 14 Einsätze in dieser kam.
Am 29. Januar 2019 wechselte Ibañez zum italienischen Erstligisten Atalanta Bergamo. In den nächsten Wochen war er stets im Spieltagskader von La Dea, musste jedoch auf sein Debüt bis zum 11. Mai 2019 warten, als er beim 2:1-Heimsieg gegen den CFC Genua in der Schlussphase für Offensivsmann Josip Iličić eingewechselt wurde. In dieser Saison 2018/19 kam er nur auf diesen einen Kurzeinsatz und auch in der nächsten Spielzeit 2019/20 absolvierte er bis zum Jahreswechsel nur ein Pflichtspiel.
Am 27. Januar 2020 wechselte Ibañez Leihbasis für eineinhalb Jahre zum Ligakonkurrenten AS Rom, der sich zusätzlich dazu eine acht Millionen Euro schwere Kaufpflicht mit Bedingungen für sicherte. Am 24. Juni 2020 (27. Spieltag) debütierte er beim 2:1-Heimsieg gegen Sampdoria Genua für seinen neuen Arbeitgeber. In den nächsten Ligaspielen spielte er regelmäßig und bildete mit wechselnden Teamkollegen eine erfolgreiche Dreierkette in der Innenverteidigung. Bis Saisonende absolvierte er neun Ligaspiele im Trikot der Giallorossi.
Im August 2023 wurde der Wechsel von Ibañez in die Saudi Professional League zu al-Ahli. Hier sollte er zusammen mit seinem Landsmann Roberto Firmino antreten. Die Ablösesumme betrug 25 Millionen Euro plus 3,5 Millionen Euro Boni falls in der Zukunft von al-Hilal verkauft werden sollte. Am 11. August trat er erstmals für den Klub an. In dem Ligaspiel zuhause gegen al-Hazem stand er in der Startelf. Bereits eine Woche später auswärts beim Khaleej Club erzielte er sein erstes Tor. In der 9. Minute erzielte er das erste Tor des Treffens. Am 3. Mai 2025 stand er mit Al-Ahli im Finale der AFC Champions League Elite, das man mit 2:0 gegen den japanischen Vertreter Kawasaki Frontale gewann.

### Nationalmannschaft
Seit Oktober 2019 ist Ibañez für die brasilianische U23-Nationalmannschaft im Einsatz.
Am 9. September 2022 wurde Ibañez durch Fußballnationaltrainer Tite für Vorbereitungsspiele auf die Fußball-Weltmeisterschaft 2022 im selben Monat gegen Ghana und Tunesien berufen. Im Spiel gegen Tunesien am 27. September wurde er in der 78. Minute für Marquinhos eingewechselt.

## Erfolge
Al-Ahli
- AFC Champions League Elite-Sieger: 2024/25